# Monastyr Świętego Pantelejmona w Odessie
Monastyr Świętego Pantelejmona (ukr. Свято-Пантелеимоновский монастырь) – prawosławny męski klasztor w Odessie, w jurysdykcji eparchii odeskiej Ukraińskiego Kościoła Prawosławnego Patriarchatu Moskiewskiego.

## Historia
W 1876 w Odessie powstała placówka filialna rosyjskiego klasztoru św. Pantelejmona na górze Athos. Jej siedzibę i główną świątynię – pięciokopułowy sobór, zbudowany z kamieni przywiezionych z Athosu – poświęcił 28 lipca 1895 biskup Tichon. Z Odessy wyruszały z Rosji pielgrzymki (ok. 2 tys. osób rocznie) na Athos oraz do Palestyny.
Po rewolucji październikowej, w 1923, cerkiew św. Pantelejmona została zamknięta. Zwrócono ją wiernym dopiero dwadzieścia lat później, w 1943. Przy świątyni zorganizowano kursy przygotowujące do kapłaństwa, przekształcone następnie w seminarium duchowne w Odessie. Wśród ich wykładowców byli ihumen Pimen, późniejszy patriarcha moskiewski i całej Rusi, jak również późniejsi metropolici odescy Sergiusz i Leoncjusz. Cerkiew św. Pantelejmona i działająca przy niej wspólnota została zamknięta ponownie w 1961, mnichów i kursy teologiczne przeniesiono do monasteru Zaśnięcia Matki Bożej w Odessie.
Cerkiew św. Pantelejmona została ponownie otwarta w 1990. Monaster pod wezwaniem św. Pantelejmona erygował w 1995 metropolita odeski i izmaelski Agatangel, w tym samym roku odbyły się pierwsze postrzyżyny mnisze. W 1996 metropolita Agatangel powtórnie poświęcił główny ołtarz soboru św. Pantelejmona, trwa remont i dekoracja wewnętrzna świątyni. W monasterze wzniesiono również nową dzwonnicę.